# نیو برلین (نیویورک)
نیو برلین، نیویورک (به انگلیسی: New Berlin, New York) یک شهرک در ایالات متحده آمریکا است که در شهرستان چینانگو، نیویورک واقع شده‌است.

## خصوصیات
نیو برلین ۲٬۶۸۲ نفر جمعیت دارد و ۴۰۲٫۳۴ متر بالاتر از سطح دریا واقع شده‌است.